# Klaus Feldkircher
Klaus Feldkircher (* 1967) ist ein österreichischer Germanist und Journalist.

## Leben
Der Germanist und klassische Philologe lehrt in der Erwachsenenbildung und unterrichtet Deutsch und Latein am Sacré Coeur Riedenburg und an der FH Vorarlberg. Weiters arbeitet er als Agenturpartner in der Kommunikationsbranche und ist für verschiedene Medien als freier Journalist tätig.

## Publikationen
- Dem Biergenuss auf der Spur. Illustrierte Geschichte der Bierbrauerei in Vorarlberg. Fotos und Herausgeber Mohrenbrauerei Dornbirn, Bucher, Hohenems 2010, ISBN 978-3-902679-90-1.
- Riss im Leben. Geschichte eines Gehirnschlag-Patienten. Bucher, Hohenems 2014, ISBN 978-3-99018-258-1.

Herausgeberschaft
- mit Nicole Schedler: Paralympisches Feuer im Schnee. Der Weg des Austria-Ski-Team. Behindertensport. Elf Portraits. Biografie, Sportförderverein für Behindertenschilauf, Tyrolia Verlag, Innsbruck 2013, ISBN 978-3-7022-3318-1.
- mit Nicole Schedler: Unentdeckte Helden. Außerhalb der Norm. Erfolg schreibt Geschichte(n). Fotos von Marcel Hagen, Biografie, Bucher, Hohenems 2011, ISBN 978-3-99018-091-4.